# Trojan Ganja Reggae Box Set
A Trojan Ganja Reggae Box Set egy három lemezes reggae válogatás. 2003-ban adta ki a Trojan Records kiadó.

## Számok

### CD 1
1. King Stitt & Andy Capp – Herbsman
2. The G.G. All Stars – Ganja Plane
3. Lloyd Charmers – Ishan Cup
4. Glen Brown – Collie And Wine
5. Dice & Cummie – Real Collie
6. Bob Marley – Kaya
7. Bob Marley – Kaya Version
8. Carl Murphy – Lick I Pipe
9. Jah T – Lick The Pipe, Peter Part 4
10. The Observers – Pass The Pipe
11. Aston Barrett – Herb Tree
12. Clancy Eccles – Ganja Free
13. The Upsetters – Kutchi Skank
14. Max Romeo – My Jamaican Collie
15. Rupie Edwards – Feeling High
16. Big Youth – Half Ounce
17. Leroy Horsemouth Wallace – Herb Version

### CD 2
1. Horace Andy – Better Collie
2. The Aggrovators – Collie Version
3. The Reggae Crusaders – Bring The Couchie Come
4. Niney & The Soul Syndicate – Couchie Dub
5. Joe White – Ganja
6. Johnny Clarke – Collie Dread
7. Leslie Butler – Ashanti Ganja Dub
8. Rupie Edwards – Free The Weed
9. The Rupie Edwards All Stars – Free The Weed Dub
10. Bunny & Ricky – Bush Weed Corntrash
11. The Upsetters – Callying Butt
12. Tappa Zukie – Chalice To Chalice
13. Cornell Campbell – A Hundred Pounds Of Collie
14. Linval Thompson – I Love Marijuana
15. Linval Thompson – Jamaican Collie Version
16. Big Joe – Smoke Marijuana
17. Ranking Dread – Marijuana In My Soul

### CD 3
1. Horace Andy – Collie Weed
2. Sly & The Revolutionaries – Marijuana
3. Dillinger – Marijuana In My Brain
4. Sly & The Revolutionaries – Herb
5. Barrington Levy – Collie Weed
6. Sly & The Revolutionaries – Collie
7. Scientist & The Roots Radics – Scientist Ganja Dub
8. Barrington Levy – Sensimilea
9. Scientist & The Roots Radics – Cannabis Dub
10. Derrick Morgan – The Great Collie Herb
11. Neville Brown – Babylon Don't Touch My Sensi
12. Neville Brown & The Roots Radics – Babylon Don't Touch My Sensi Dub
13. Mike Brooks – Sensi Man
14. Clint Eastwood – Ganja Baby
15. Ronnie Davis – Kaya
16. The Tufftones – Sensi For Sale

## Külső hivatkozások
- https://web.archive.org/web/20071029145805/http://roots-archives.com/release/3736
- http://www.savagejaw.co.uk/trojan/tjetd102.htm Archiválva 2007. december 11-i dátummal a Wayback Machine-ben